# (20644) Amritdas
(20644) Amritdas (1999 TN144) – planetoida z pasa głównego asteroid okrążająca Słońce w ciągu 4,54 lat w średniej odległości 2,74 j.a. Odkryta 7 października 1999 roku.